# Flaming Star (canción)
"Flaming Star" (Traducida al español generalmente como "Estrella de fuego" y a veces como "estrella del destino") es una canción grabada por primera vez por Elvis Presley como parte de la banda sonora de su película Flaming Star de 1960.
También fue lanzado en febrero de 1961 como la primera pista de un disco Extended play titulado Elvis by Request: Flaming Star and 3 Other Great Songs.
La canción alcanzó el puesto 14 en el Billboard Hot 100. 

## Composición y grabación
La canción fue escrita por Sid Wayne y Sherman Edwards. Elvis Presley lo grabó el 7 de octubre de 1960 en el Radio Recorders Studio de Hollywood, California. También se grabó para la película una canción alternativa titulada "Black Star" que al final no se utilizó.

## Charts
| Chart (1961)         | Posición alcanzada |
| -------------------- | ------------------ |
| US Billboard Hot 100 | 14                 |

## Ventas
El álbum de la banda sonora que contenía el tema homónimo "Flaming Star" entró en el Billboard 200 y alcanzó el puesto # 96 siendo certificado por la RIAA álbum de platino en 2004.  El sencillo como tal tuvo ventas moderadas en Canadá con unas 34.000 copias registradas,  no obstante en los Estados Unidos el EP fue apresuradamente ensamblado y llevó el título aclaratorio "By request" (por pedido) luego de que una versión blootled había sido puesta al aire en las radios. Elvis by Request: Flaming Star and 3 Other Great Songs. logró ventas por 1.000.000 de copias. 